# Ренкавчин (Великопольське воєводство)
Ренкавчин (пол. Rękawczyn) — село в Польщі, у гміні Орхово Слупецького повіту Великопольського воєводства.
У 1975-1998 роках село належало до Конінського воєводства.